# Fed Cup 2003
La Fed Cup 2003 corresponde a la 41.ª edición del torneo de tenis femenino más importante por naciones. 16 equipos participaron en el Grupo Mundial.

## Grupo Mundial
| Equipos participantes | Equipos participantes | Equipos participantes | Equipos participantes |
| Argentina             | Australia             | Austria               | Bélgica               |
| Colombia              | Croacia               | República Checa       | Francia               |
| Alemania              | Italia                | Rusia                 | Eslovaquia            |
| Eslovenia             | España                | Suecia                | Estados Unidos        |
| --------------------- | --------------------- | --------------------- | --------------------- |

## Eliminatorias
|  | Octavos de final | Octavos de final |                |   | Cuartos de final | Cuartos de final |  |  | Semifinales     | Semifinales     |  |  | Final           | Final           |
|  | 26-27 abril      | 26-27 abril      |                |   | 19-20 julio      | 19-20 julio      |  |  | 19-20 noviembre | 19-20 noviembre |  |  | 22-23 noviembre | 22-23 noviembre |
|  |                  |                  |                |   |                  |                  |  |  |                 |                 |  |  |                 |                 |
|  |                  |                  |                |   |                  |                  |  |  |                 |                 |  |  |                 |                 |
|  |                  |                  |                |   |                  |                  |  |  |                 |                 |  |  |                 |                 |
|  | Estados Unidos   | 5                |                |   |                  |                  |  |  |                 |                 |  |  |                 |                 |
|  | Estados Unidos   | 5                |                |   |                  |                  |  |  |                 |                 |  |  |                 |                 |
|  | República Checa  | 0                |                |   |                  |                  |  |  |                 |                 |  |  |                 |                 |
|  | República Checa  | 0                | Estados Unidos | 5 |                  |                  |  |  |                 |                 |  |  |                 |                 |
|  |                  |                  |                | 5 |                  |                  |  |  |                 |                 |  |  |                 |                 |
|  |                  | Italia           | 0              |   |                  |                  |  |  |                 |                 |  |  |                 |                 |
|  | Suecia           | Italia           | 0              | 2 |                  |                  |  |  |                 |                 |  |  |                 |                 |
|  | Suecia           |                  |                | 2 |                  |                  |  |  |                 |                 |  |  |                 |                 |
|  | Italia           | 3                |                |   |                  |                  |  |  |                 |                 |  |  |                 |                 |
|  | Italia           | 3                | Estados Unidos | 4 |                  |                  |  |  |                 |                 |  |  |                 |                 |
|  |                  |                  |                | 4 |                  |                  |  |  |                 |                 |  |  |                 |                 |
|  |                  | Bélgica          | 1              |   |                  |                  |  |  |                 |                 |  |  |                 |                 |
|  | Bélgica          | Bélgica          | 1              | 5 |                  |                  |  |  |                 |                 |  |  |                 |                 |
|  | Bélgica          |                  |                | 5 |                  |                  |  |  |                 |                 |  |  |                 |                 |
|  | Austria          | 0                |                |   |                  |                  |  |  |                 |                 |  |  |                 |                 |
|  | Austria          | 0                | Bélgica        | 5 |                  |                  |  |  |                 |                 |  |  |                 |                 |
|  |                  |                  |                | 5 |                  |                  |  |  |                 |                 |  |  |                 |                 |
|  |                  | Eslovaquia       | 0              |   |                  |                  |  |  |                 |                 |  |  |                 |                 |
|  | Alemania         | Eslovaquia       | 0              | 2 |                  |                  |  |  |                 |                 |  |  |                 |                 |
|  | Alemania         |                  |                | 2 |                  |                  |  |  |                 |                 |  |  |                 |                 |
|  | Eslovaquia       | 3                |                |   |                  |                  |  |  |                 |                 |  |  |                 |                 |
|  | Eslovaquia       | 3                | Estados Unidos | 1 |                  |                  |  |  |                 |                 |  |  |                 |                 |
|  |                  |                  |                | 1 |                  |                  |  |  |                 |                 |  |  |                 |                 |
|  |                  | Francia          | 4              |   |                  |                  |  |  |                 |                 |  |  |                 |                 |
|  | Argentina        | Francia          | 4              | 2 |                  |                  |  |  |                 |                 |  |  |                 |                 |
|  | Argentina        |                  |                | 2 |                  |                  |  |  |                 |                 |  |  |                 |                 |
|  | Eslovenia        | 3                |                |   |                  |                  |  |  |                 |                 |  |  |                 |                 |
|  | Eslovenia        | 3                | Eslovenia      | 0 |                  |                  |  |  |                 |                 |  |  |                 |                 |
|  |                  |                  |                | 0 |                  |                  |  |  |                 |                 |  |  |                 |                 |
|  |                  | Rusia            | 5              |   |                  |                  |  |  |                 |                 |  |  |                 |                 |
|  | Croacia          | Rusia            | 5              | 1 |                  |                  |  |  |                 |                 |  |  |                 |                 |
|  | Croacia          |                  |                | 1 |                  |                  |  |  |                 |                 |  |  |                 |                 |
|  | Rusia            | 4                |                |   |                  |                  |  |  |                 |                 |  |  |                 |                 |
|  | Rusia            | 4                | Rusia          | 2 |                  |                  |  |  |                 |                 |  |  |                 |                 |
|  |                  |                  |                | 2 |                  |                  |  |  |                 |                 |  |  |                 |                 |
|  |                  | Francia          | 3              |   |                  |                  |  |  |                 |                 |  |  |                 |                 |
|  | España           | Francia          | 3              | 3 |                  |                  |  |  |                 |                 |  |  |                 |                 |
|  | España           |                  |                | 3 |                  |                  |  |  |                 |                 |  |  |                 |                 |
|  | Australia        | 2                |                |   |                  |                  |  |  |                 |                 |  |  |                 |                 |
|  | Australia        | 2                | España         | 1 |                  |                  |  |  |                 |                 |  |  |                 |                 |
|  |                  |                  |                | 1 |                  |                  |  |  |                 |                 |  |  |                 |                 |
|  |                  | Francia          | 4              |   |                  |                  |  |  |                 |                 |  |  |                 |                 |
|  | Colombia         | Francia          | 4              | 0 |                  |                  |  |  |                 |                 |  |  |                 |                 |
|  | Colombia         |                  |                | 0 |                  |                  |  |  |                 |                 |  |  |                 |                 |
|  | Francia          | 5                |                |   |                  |                  |  |  |                 |                 |  |  |                 |                 |
|  | Francia          | 5                |                |   |                  |                  |  |  |                 |                 |  |  |                 |                 |

- En cursiva equipos que juegan de local.

### Final
| Estadio Olimpiski, Moscú, Rusia 22 al 23 de noviembre de 2003 |                           |                                   |   |   |   |  |  |  |  |
| \| 1 \| \| Amélie Mauresmo \| 6 \| 6 \| \| \| \| \| \| \| 1 \| \| Lisa Raymond \| 4 \| 3 \| \| \| \| \| \| \| 2 \| \| Mary Pierce \| 6 \| 3 \| 8 \| \| \| \| \| \| 2 \| \| Meghann Shaughnessy \| 3 \| 6 \| 6 \| \| \| \| \| \| 3 \| \| Amélie Mauresmo \| 6 \| 6 \| \| \| \| \| \| \| 3 \| \| Meghann Shaughnessy \| 2 \| 1 \| \| \| \| \| \| \| 4 \| \| Emilie Loit \| 6 \| 6 \| \| \| \| \| \| \| 4 \| \| Alexandra Stevenson \| 4 \| 2 \| \| \| \| \| \| \| 5 \| \| Stéphanie Cohen-Aloro-Emilie Loit \| 4 \| 0 \| \| \| \| \| \| \| 5 \| \| Martina Navratilova-Lisa Raymond \| 6 \| 6 \| \| \| \| \| \| |                           |                                   |   |   |   |  |  |  |  |
| 1 | Bandera de Francia        | Amélie Mauresmo                   | 6 | 6 |   |  |  |  |  |
| 1 | Bandera de Estados Unidos | Lisa Raymond                      | 4 | 3 |   |  |  |  |  |
| 2 | Bandera de Francia        | Mary Pierce                       | 6 | 3 | 8 |  |  |  |  |
| 2 | Bandera de Estados Unidos | Meghann Shaughnessy               | 3 | 6 | 6 |  |  |  |  |
| 3 | Bandera de Francia        | Amélie Mauresmo                   | 6 | 6 |   |  |  |  |  |
| 3 | Bandera de Estados Unidos | Meghann Shaughnessy               | 2 | 1 |   |  |  |  |  |
| 4 | Bandera de Francia        | Emilie Loit                       | 6 | 6 |   |  |  |  |  |
| 4 | Bandera de Estados Unidos | Alexandra Stevenson               | 4 | 2 |   |  |  |  |  |
| 5 | Bandera de Francia        | Stéphanie Cohen-Aloro-Emilie Loit | 4 | 0 |   |  |  |  |  |
| 5 | Bandera de Estados Unidos | Martina Navratilova-Lisa Raymond  | 6 | 6 |   |  |  |  |  |

## Repesca Grupo Mundial de 2003
La Repesca Grupo Mundial 2003 de la Copa Fed se disputó los días 19 y 20 de julio de 2003, y los resultados de esta fase se detallan en el siguiente esquema:
| Sede de la confrontación | Superficie     | Ganador         | Marcador | Perdedor  |
| ------------------------ | -------------- | --------------- | -------- | --------- |
| Pilar                    | Arcilla        | Argentina       | 3-2      | Hungría   |
| Wollongong               | Indoor Dura    | Australia       | 3–2      | Colombia  |
| Neudörfl                 | Arcilla        | Austria         | 4–1      | Canadá    |
| Varaždin                 | Arcilla        | Croacia         | 4–1      | Brasil    |
| Durban                   | Dura           | República Checa | 4–1      | Sudáfrica |
| Yakarta                  | Dura           | Alemania        | 3–2      | Indonesia |
| Gifu                     | Indoor moqueta | Japón           | 4–1      | Suecia    |
| Winterthur               | Arcilla        | Suiza           | 4–1      | Israel    |

## Zona Americana

### Grupo 1
- Bahamas - relegado al Grupo 2 en 2004.
- Brasil — promocionado a repesca del Grupo Mundial.
- Canadá — promocionado a repesca del Grupo Mundial.
- Cuba
- El Salvador
- México
- Paraguay - relegado al Grupo 2 en 2004.
- Uruguay

### Grupo 2
- Bermudas
- Bolivia
- Chile — promocionado al Grupo 1 en 2004.
- Costa Rica
- República Dominicana
- Ecuador
- Jamaica
- Puerto Rico — promocionado al Grupo 1 en 2004.
- Trinidad y Tobago
- Venezuela

## Zona Asia/Oceanía

### Grupo 1
- China
- China Taipéi
- Hong Kong - relegado al Grupo 2 en 2004.
- Indonesia — promocionado a repesca del Grupo Mundial.
- Japón — promocionado a repesca del Grupo Mundial.
- Kazajistán - relegado al Grupo 2 en 2004.
- Malasia
- Nueva Zelanda
- Corea del Sur
- Tailandia
- Uzbekistán

### Grupo 2
- India — promocionado al Grupo 1 en 2004.
- Kirguistán
- Equipo de las islas de Oceanía
- Filipinas — promocionado al Grupo 1 en 2004.

## Zona Europa/África

### Grupo 1
- Bielorrusia
- Bulgaria
- Estonia
- Dinamarca
- Georgia - relegado al Grupo 2 en 2004.
- Reino Unido
- Hungría — promocionado a repesca del Grupo Mundial.
- Irlanda - relegado al Grupo 2 en 2004.
- Israel — promocionado a repesca del Grupo Mundial.
- Luxemburgo - relegado al Grupo 2 en 2004.
- Países Bajos
- Polonia
- Rumania - relegado al Grupo 2 en 2004.
- Sudáfrica — promocionado a repesca del Grupo Mundial.
- Suiza — promocionado a repesca del Grupo Mundial.
- Ucrania
- Yugoslavia

### Grupo 2
- Argelia
- Bosnia y Herzegovina
- Botsuana
- Egipto
- Finlandia
- Grecia — promocionado al Grupo 1 en 2004
- Letonia
- Lituania — promocionado al Grupo 1 en 2004
- Malta
- Marruecos
- Noruega
- Portugal
- Turquía